# Phare d'Esha Ness
Le phare d'Esha Ness (en vieux norrois : Breiðey/Brusey) est un phare situé sur la péninsule de Northmavine au nord-ouest des îles de l'archipel des Shetland en Écosse.
Ce phare est géré par le Northern Lighthouse Board (NLB) à Édimbourg,l'organisation de l'aide maritime des côtes de l'Écosse.
Il est maintenant protégé en tant que monument classé du Royaume-Uni de catégorie B.

## Le phare
Le phare a été construit par l'ingénieur civil David Alan Stevenson en 1929. Une lumière provisoire, sur une tourelle métallique, avait été installée sur ce site dès 1915.
Le phare actuel est une tour carrée de 12 mètres de haut, avec une galerie en terrasse et une lanterne. Elle a été construite en béton en raison de l'inadéquation de la pierre locale. Elle se trouve au sommet d'une falaise et émet un flash blanc toutes les 12 secondes. Sa portée lumineuse a été augmentée en 1974, lors de son autonomisation, pour atteindre une visibilité jusqu'à 46 km.
L'hébergement des gardiens du phare sert maintenant de logement de vacances et appartient au Shetland Amenity Trust (en)depuis 1974. Le site est accessible par la route et le stationnement est disponible.
Identifiant : ARLHS : SCO-075 - Amirauté : A3838 - NGA : 3544.

### Lien connexe
- Liste des phares en Écosse